# Paradaemonia pluto
Paradaemonia pluto är en fjärilsart som beskrevs av John Obadiah Westwood 1854. Paradaemonia pluto ingår i släktet Paradaemonia och familjen påfågelsspinnare. Inga underarter finns listade i Catalogue of Life.